# Gudrun Gersmann

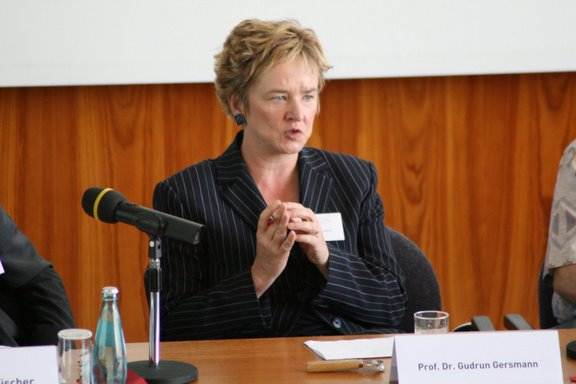
Gudrun Gersmann im August 2007 bei der Wikipedia Academy in Mainz

Gudrun Gersmann (* 25. März 1960 in Herne) ist eine deutsche Historikerin. Von 2007 bis 2012 war sie Direktorin des Deutschen Historischen Institutes in Paris.

## Leben
Gudrun Gersmann studierte von 1978 bis 1981 Geschichte, Romanistik, Philosophie und Germanistik an der Ruhr-Universität Bochum. Im Sommersemester 1981 wechselte sie an die Universität Genf mit den Fächern Geschichte und Romanistik. Im Wintersemester 1981/1982 studierte sie Geschichte an der Sorbonne in Paris, wo sie 1983 Stipendiatin des Deutschen Historischen Instituts war. Von 1984 bis 1993 war sie Wissenschaftliche Mitarbeiterin und Assistentin in Bochum. 1991 wurde sie mit einer Dissertation zu Buchzensur und Untergrundbuchhandel im Ancien Régime promoviert. Die Schrift wurde 1997 mit dem Literaturpreis des Gleimhauses in Halberstadt ausgezeichnet. Von 1993 bis 1996 war sie Habilitationsstipendiatin für das Projekt „Wasserproben und Hexenprozesse. Hexenverfolgung als Hexenpolitik im frühneuzeitlichen Fürstbistum Münster“ im Rahmen des Lise-Meitner-Programms.

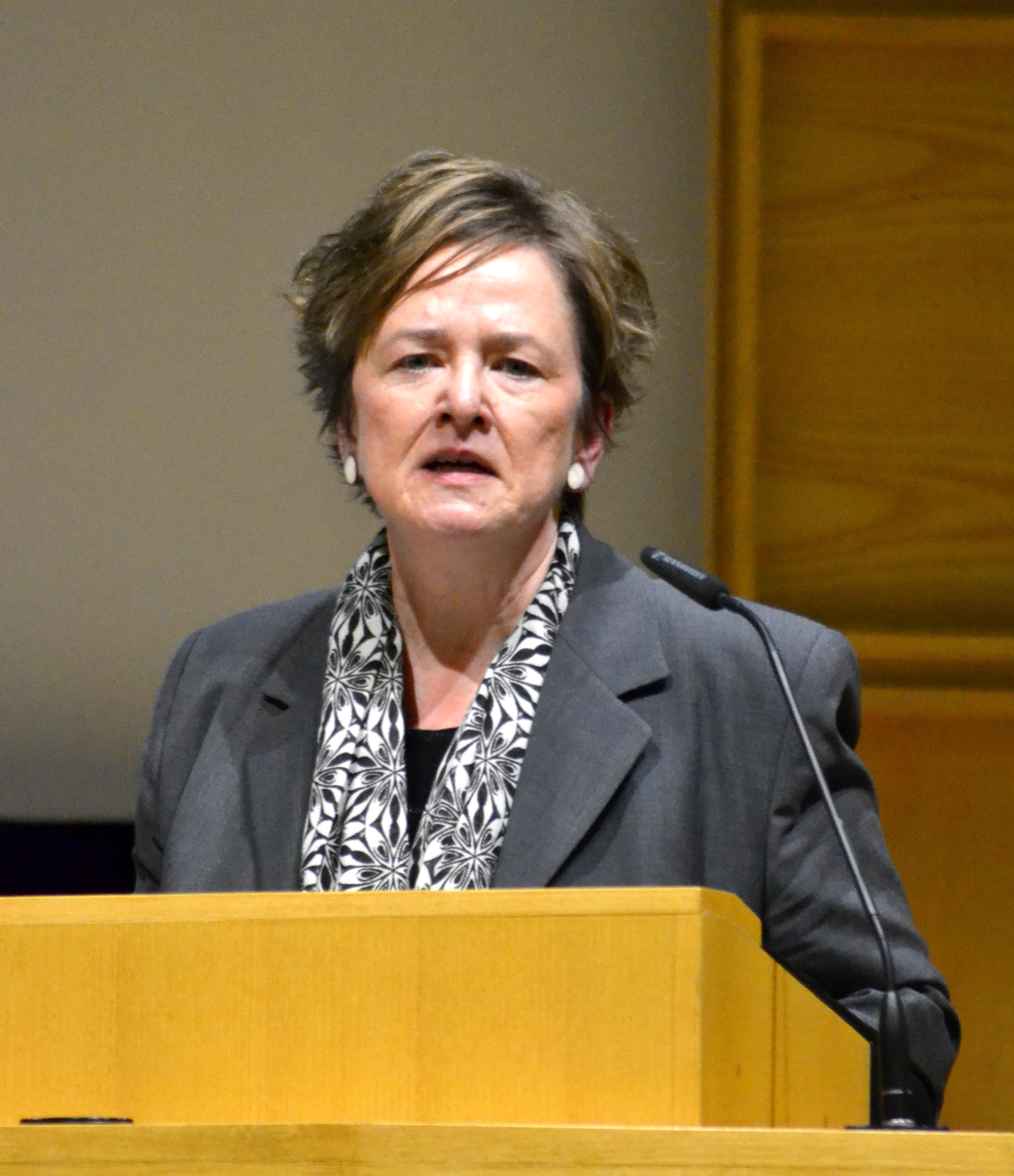
Gudrun Gersmann (2015)

Nach ihrem Habilitationsstipendium ging Gersmann als Wissenschaftliche Assistentin an die LMU München. Seit 1999 ist sie Leiterin der Kooperationsprojekte „Server Frühe Neuzeit“ (Projektende 2003) und „historicum.net“ (ab 2001). 2000 habilitierte sie sich in München. 2002 erhielt sie ein Post-Habilitationsstipendium der Universität München. 2002 folgte sie einem Ruf an die RWTH Aachen als Professorin für die Geschichte der Frühen Neuzeit. Zum Sommersemester 2004 wechselte sie an die Universität zu Köln. Vom 1. November 2007 bis zum 30. September 2012 war sie Direktorin des Deutschen Historischen Instituts Paris. Als Leiterin des Instituts maß sie dem Einsatz der digitalen Medien eine hohe Bedeutung zu. Seit dem Wintersemester 2012/2013 lehrt sie wieder als Professorin für Geschichte der Frühen Neuzeit an der Universität Köln.

## Forschung und Ämter
Gersmann beschäftigt sich mit Verfassungs- und Rechtsgeschichte der Frühen Neuzeit; mit den Epochen der Aufklärung, des Ancien Régime und der Französischen Revolution; mit der Restauration in Frankreich; mit der Geschichte der Hexenverfolgungen; mit dem Zusammenhang von Geschichtswissenschaft und Neuen Medien; außerdem mit dem europäischen Adel in der Frühen Neuzeit und an der Wende vom 18. zum 19. Jahrhundert.
Gersmann ist stellvertretende Vorsitzende des Hochschulrates der Universität Trier, Sprecherin des Beirats des Instituts für Europäische Geschichte in Mainz, Mitglied des Hochschulrats der RWTH Aachen, Beiratsmitglied des Historischen Centrums (Hagen), des Ruhrlandmuseums Essen und von vascoda. Außerdem ist sie Mitglied des Ausschusses für Wissenschaftliche Bibliotheken und Informationssysteme der Deutschen Forschungsgemeinschaft sowie Vorsitzende von dessen Unterausschuss für Elektronische Publikationen, ferner stellvertretende Vorsitzende des Beirats des Georg-Eckert-Instituts für internationale Schulbuchforschung in Braunschweig. 2022 wurde sie zum ordentlichen Mitglied der Historischen Kommission für Westfalen gewählt.
Von 2001 bis 2011 war Gersmann Mitherausgeberin des Online-Rezensionsjournals sehepunkte. 

## Auszeichnungen
- 2017: Ritter des nationalen Verdienstordens der französischen Ehrenlegion[2]

## Schriften (Auswahl)
- als Herausgeberin mit Hubertus Kohle: Frankreich 1800. Gesellschaft, Kultur, Mentalitäten. Steiner, Stuttgart 1990, ISBN 3-515-05749-8.
- als Herausgeberin mit Hubertus Kohle: Frankreich 1815–1830. Trauma oder Utopie? Die Gesellschaft der Restauration und das Erbe der Revolution. Steiner, Stuttgart 1993, ISBN 3-515-05831-1.
- Im Schatten der Bastille. Die Welt der Schriftsteller, Kolporteure und Buchhändler am Vorabend der Französischen Revolution. Klett-Cotta, Stuttgart 1993, ISBN 3-608-91623-7 (Zugleich: Bochum, Universität, Dissertation, 1991/1992).
- als Herausgeberin mit Hubertus Kohle: Frankreich 1848–1870. Die Französische Revolution in der Erinnerungskultur des Zweiten Kaiserreiches. Steiner, Stuttgart 1998, ISBN 3-515-07260-8.
- als Herausgeberin mit Hubertus Kohle: Frankreich 1871–1914. Die Dritte Republik und die Französische Revolution. Steiner, Stuttgart 2002, ISBN 3-515-08057-0.
- als Herausgeberin mit Hans-Werner Langbrandtner: Adlige Lebenswelten im Rheinland. Kommentierte Quellen der Frühen Neuzeit (= Vereinigte Adelsarchive im Rheinland. Schriften. Bd. 3). Böhlau, Köln/Weimar/Wien 2009, ISBN 978-3-412-20251-4.
- als Herausgeberin mit Hans-Werner Langbrandtner: Im Banne Napoleons. Rheinischer Adel unter französischer Herrschaft. Ein Quellenlesebuch. Klartext, Essen 2013, ISBN 978-3-8375-0583-2.